# 马蒂尼 (瓦莱州)
马蒂尼（法語：Martigny，法語發音：[maʁtiɲi]，德語發音：[ˈmaʁtiːnaːx]）是瑞士联邦瓦莱州的重要城市，人口约1.8万。马蒂尼古称“奥克托杜鲁斯”，自高卢时代起当地就是凯尔特人的重要定居点，此后被罗马征服，遗迹至今犹存。

## 地理
马蒂尼坐落在阿尔卑斯山脚下，德朗斯河东畔。自瓦莱山谷一路西流的罗纳河在经过马蒂尼城北后急转向北，德朗斯河即在此汇入。马蒂尼是大圣伯纳（Great St. Bernard）、辛普朗和佛克拉兹（Forclaz）路线的交汇之处。
马蒂尼市面积为24.97平方千米，海拔高度471米，2017年12月31日人口为18,174人。

## 历史
马蒂尼最早的定居点是高卢凯尔特人的一支建立的，当时的名称为奥克托杜鲁斯（Octodurus），意为“八门城”。前57年，城市被罗马第十二雷电军团征服。不久，罗马人与当地人爆发激烈的奥克托杜鲁斯战役，罗马惨胜。

## 交通
马蒂尼是连接瑞士洛桑和意大利多莫多索拉的辛普朗铁路的重要站点。
城市还有连接勃朗峰脚下的法国小镇霞慕尼的窄轨铁路“勃朗峰快线”（Mont-Blanc Express）。

## 博物馆
马蒂尼当地有数座博物馆：
- 高卢-罗马博物馆
- 加纳达藏品博物馆（Fondation Pierre Gianadda）
- 瑞士汽车博物馆
- 圣伯纳犬博物馆[4]

## 遗产

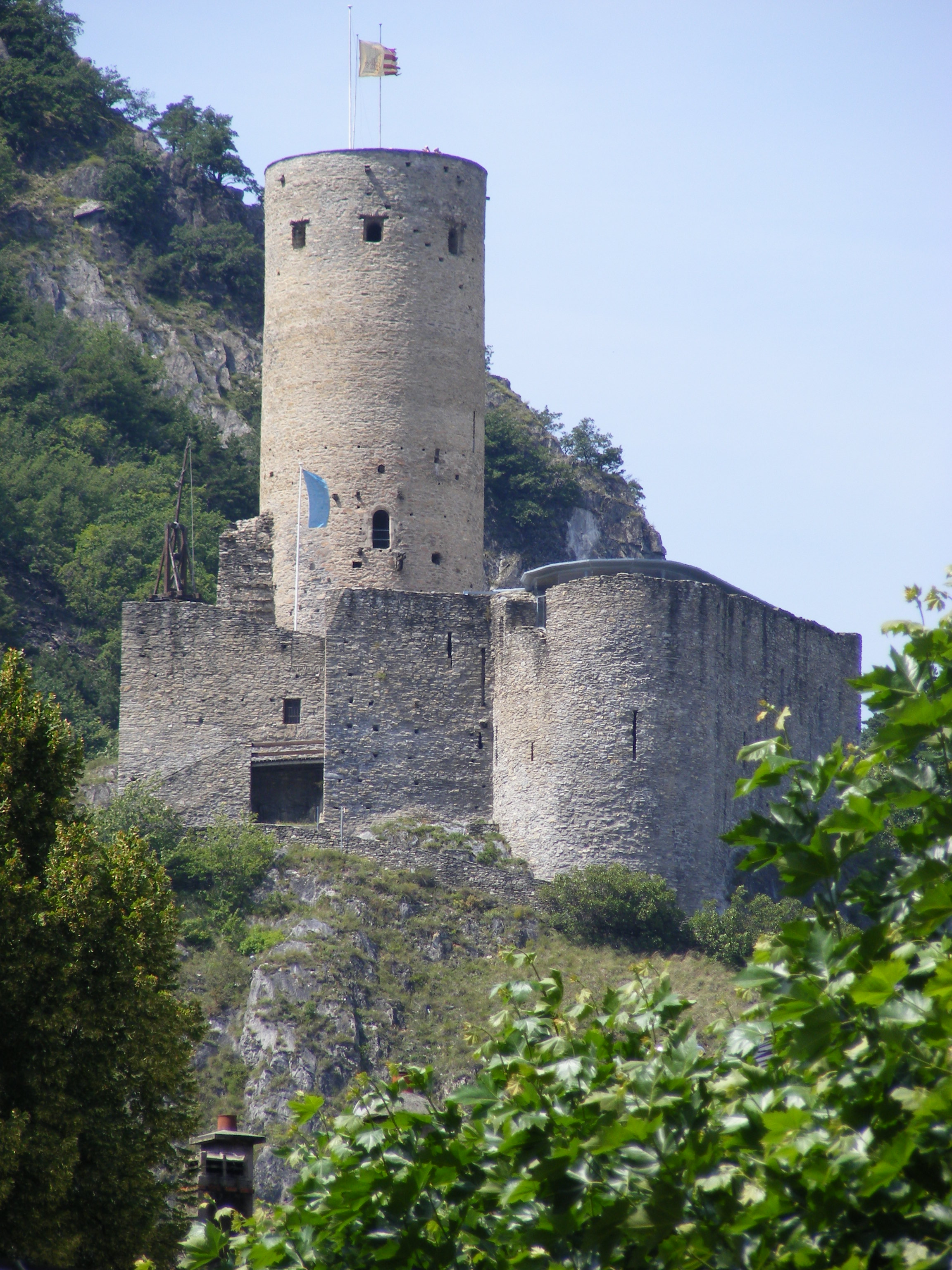
巴蒂亚城堡
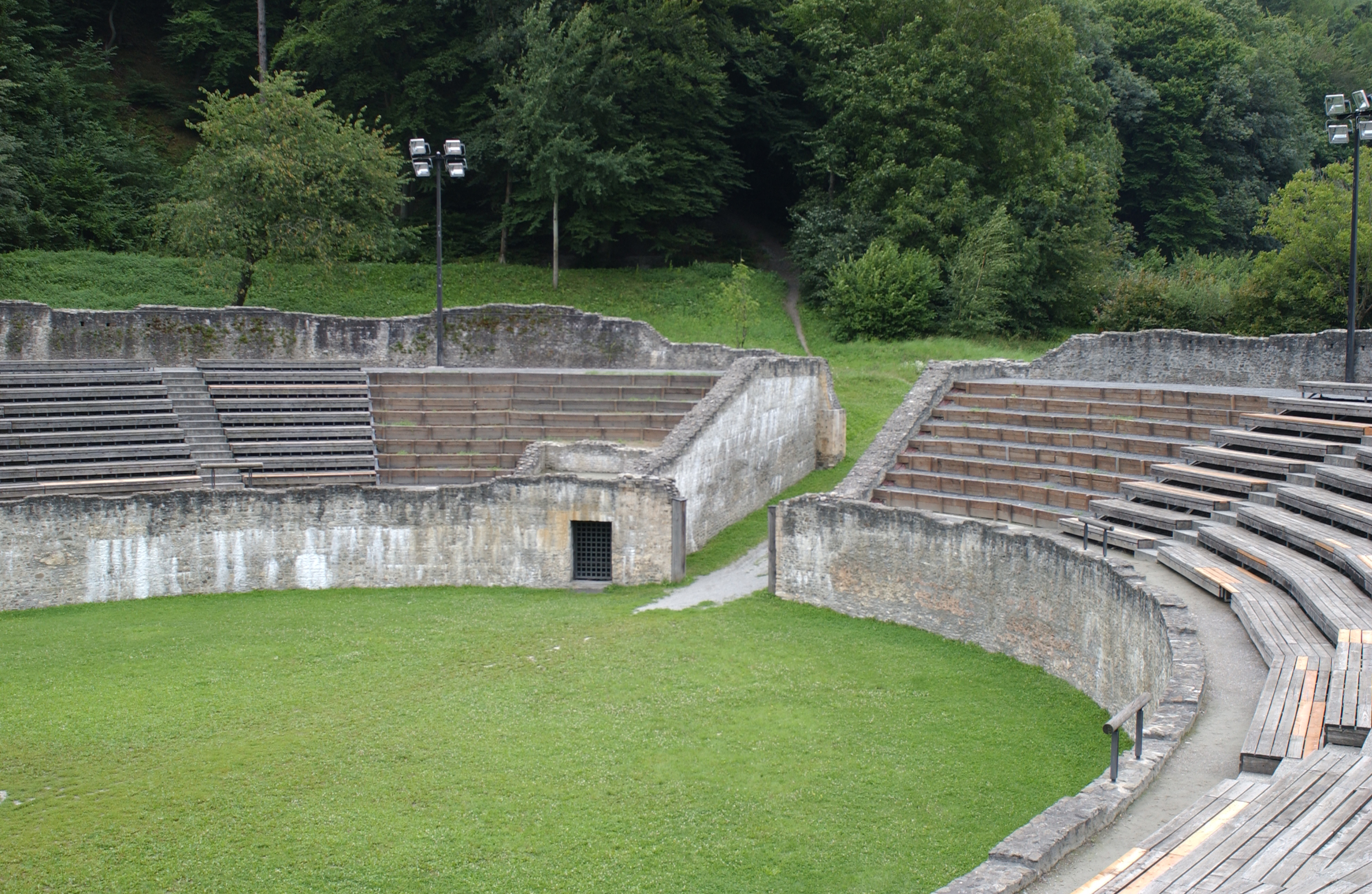
古罗马竞技场
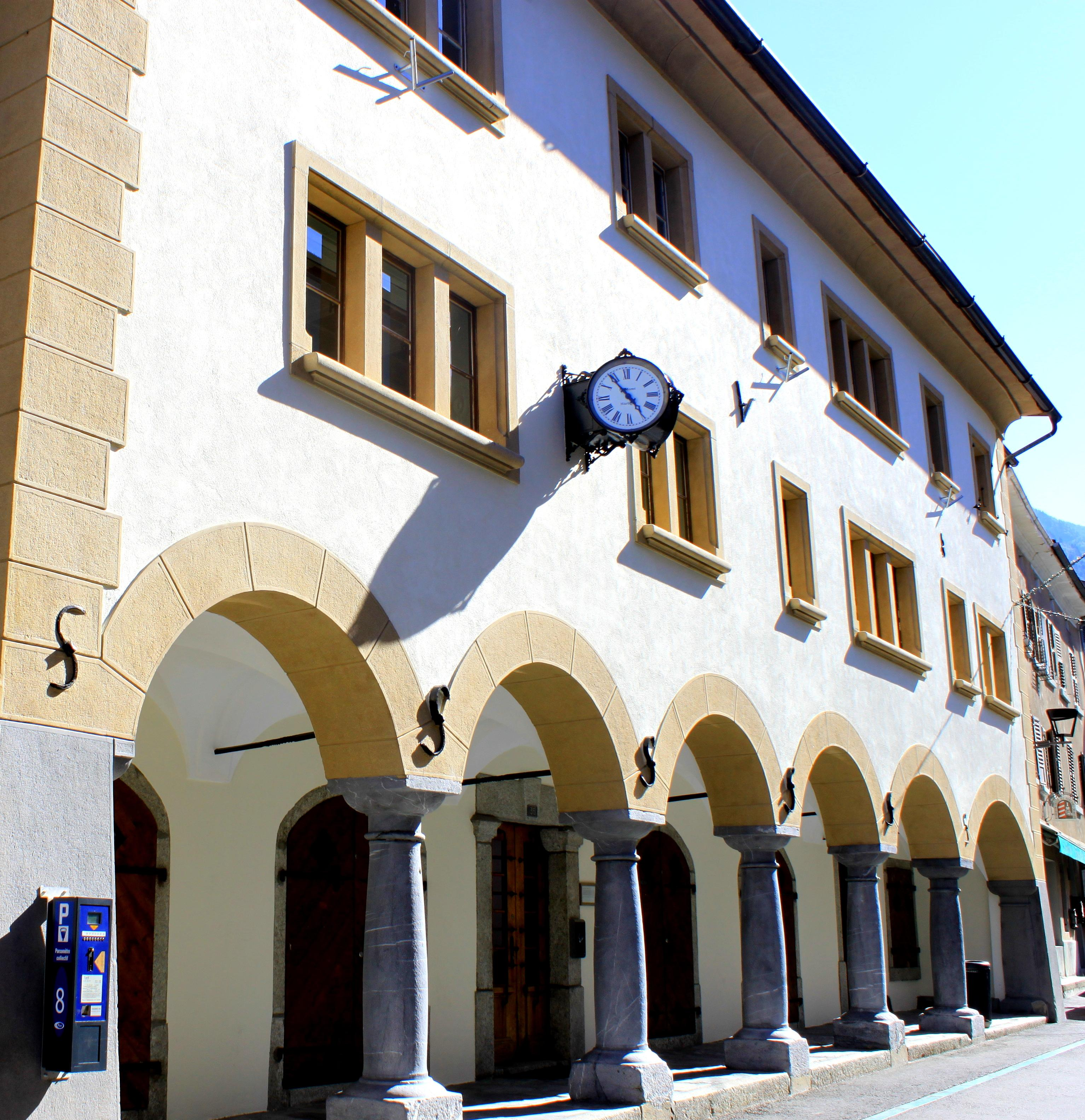
老城建筑

## 姊妹城市
- 瑞士蘇爾塞
- 法國韦松拉罗迈讷[5]

## 人物
- 帕斯卡爾·庫什潘，瑞士前总统。